# Con le orecchie di Eros
Con le orecchie di Eros è il primo e unico album in studio del gruppo jazz rock Orchestra Njervudarov.

## Il disco
L'album, uscito sotto l'etichetta EMI nel 1979, ricorda le atmosfere di vari gruppi italiani rock prog/fusion dell'epoca come gli Area, i Dedalus, i Perigeo, gli Arti e Mestieri e anche i Baricentro, quali fecero uscire l'album con un numero di etichetta simile a quello dell'album, il che fa pensare che esso sia stato bloccato da anni per via della cattiva produzione.
Nella musica di questo disco si possono anche ritrovare altre influenze, da Frank Zappa ai Soft Machine ai Weather Report.

## Tracce
1. Tot Stelle Reflex – 4:21
2. Spleen, Codice Notturno – 5:54
3. Una Baldoria Verticale – 4:56
4. Tristessa – 3:34
5. Rapporto Njervudarov sulla teoria degli opposti estremismi – 2:56
6. Toujours L'Amour – 4:46
7. Il Montaggio delle attrazioni / Sinfonia Erotica – 6:36

## Formazione
- Bruno Mariani (chitarra, sintetizzatore, percussioni)
- Piero Baldassarri (tastiere)
- Piergiorgio Bonafé (sax, clarinetto, flauto dolce)
- Roberto Costa (basso, sintetizzatore, trombone)
- Adriano Pedini (batteria, vibrafono, percussioni, flauto dolce)